# Amâncio (emissário)
Amâncio (em latim: Amantius) foi um oficial bizantino do século VI, ativo no reinado do imperador Justiniano (r. 527–565). Esteve na prefeitura pretoriana da África como armígero (guarda-costas) do mestre dos soldados João Troglita e apareceu pouco antes da luta do inverno de 546/7, que acarretou na derrota dos mauros de Antalas, quando foi enviado com Gisirido numa missão de reconhecimento. No rescaldo do confronto, serviu de emissário numa embaixada para Antalas, na qual ofereceu a submissão como contorno à guerra. Também teria participado na Batalha de Marta do verão de 547.